# Tanystola isabella
Tanystola isabella is een vlinder uit de familie van de tandvlinders (Notodontidae), uit de onderfamilie van de Thaumetopoeinae (Processievlinders). De wetenschappelijke naam van de soort is voor het eerst gepubliceerd in 1841 door Adam White.
De soort komt voor in Australië (West-Australië).